# Aventuri în patru labe
Aventuri în patru labe (în engleză Rugrats) este un serial animat american pentru copii creat de Arlene Klasky, Gábor Csupó și Paul Germain pentru Nickelodeon. Serialul se concentrează pe un grup de copii mici, mai ales Tommy, Chuckie, gemenii Phil și Lil și Angelica, în viața de zi cu zi, implicând de obicei experiențe de viață care devin aventuri mult mai mari în imaginația personajelor principale. În România, serialul s-a difuzat pe canalul TVR 2 la începutul anilor 2000.